# Cessières-Suzy
Cessières-Suzy ist eine französische Gemeinde mit 796 Einwohnern (Stand: 1. Januar 2022) im Département Aisne in der Region Hauts-de-France. Sie gehört zum Arrondissement Laon und zum Kanton Laon-1.

## Geographie
Die Gemeinde Cessières-Suzy liegt im Nordwesten des Höhenzuges Chemin des Dames, elf Kilometer westlich von Laon. Im nordöstlichen Gemeindegebiet verläuft der Bach Sart Labbé. Nachbargemeinden von Cessières-Suzy sind Bucy-lès-Cerny im Norden, Molinchart im Osten, Laniscourt im Osten und Südosten, Montbavin im Südosten, Anizy-le-Grand im Süden, Wissignicourt im Süden und Südwesten sowie Prémontré im Westen.

## Geschichte
Cessières-Suzy entstand mit Wirkung vom 1. Januar 2019 als Commune nouvelle durch die Zusammenlegung der bisherigen Gemeinden Cessières und Suzy, die in der neuen Gemeinde den Status einer Commune déléguée haben. Der Verwaltungssitz befindet sich im Ort Cessières.

## Bevölkerungsentwicklung
| Jahr                                                                  | 1962 | 1968 | 1975 | 1982 | 1990 | 1999 | 2006 | 2021 |
| --------------------------------------------------------------------- | ---- | ---- | ---- | ---- | ---- | ---- | ---- | ---- |
| Einwohner                                                             | 471  | 506  | 489  | 548  | 707  | 716  | 729  | 785  |
| Quellen: Cassini und INSEE (bis 2006 Addition der Vorgängergemeinden) |      |      |      |      |      |      |      |      |

## Sehenswürdigkeiten
- Kirche Saint-Sulpice-et-Saint-Antoine in Cessières
- Kirche Saint-Rémi in Suzy

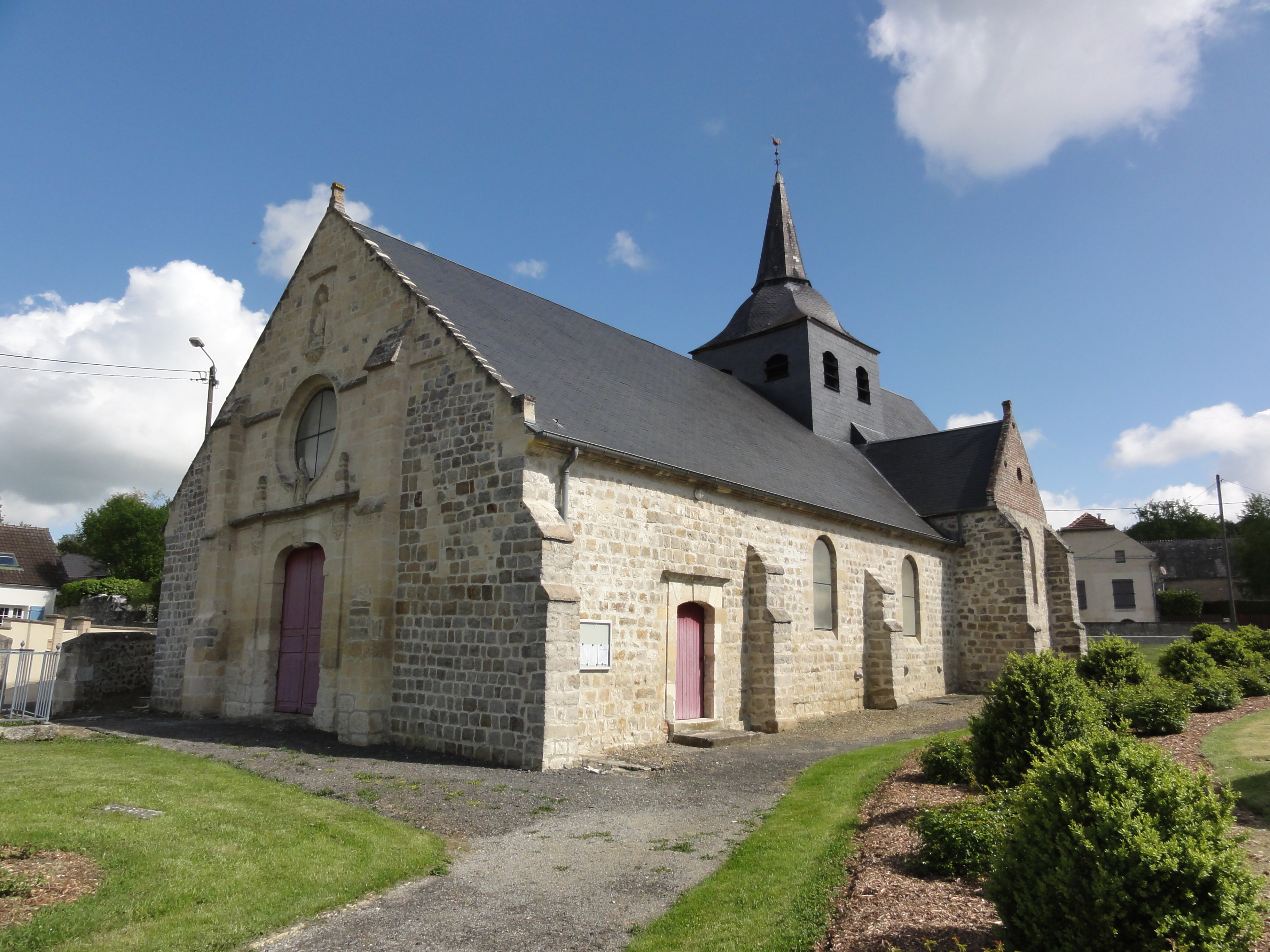
Kirche Saint-Sulpice-et-Saint-Antoine
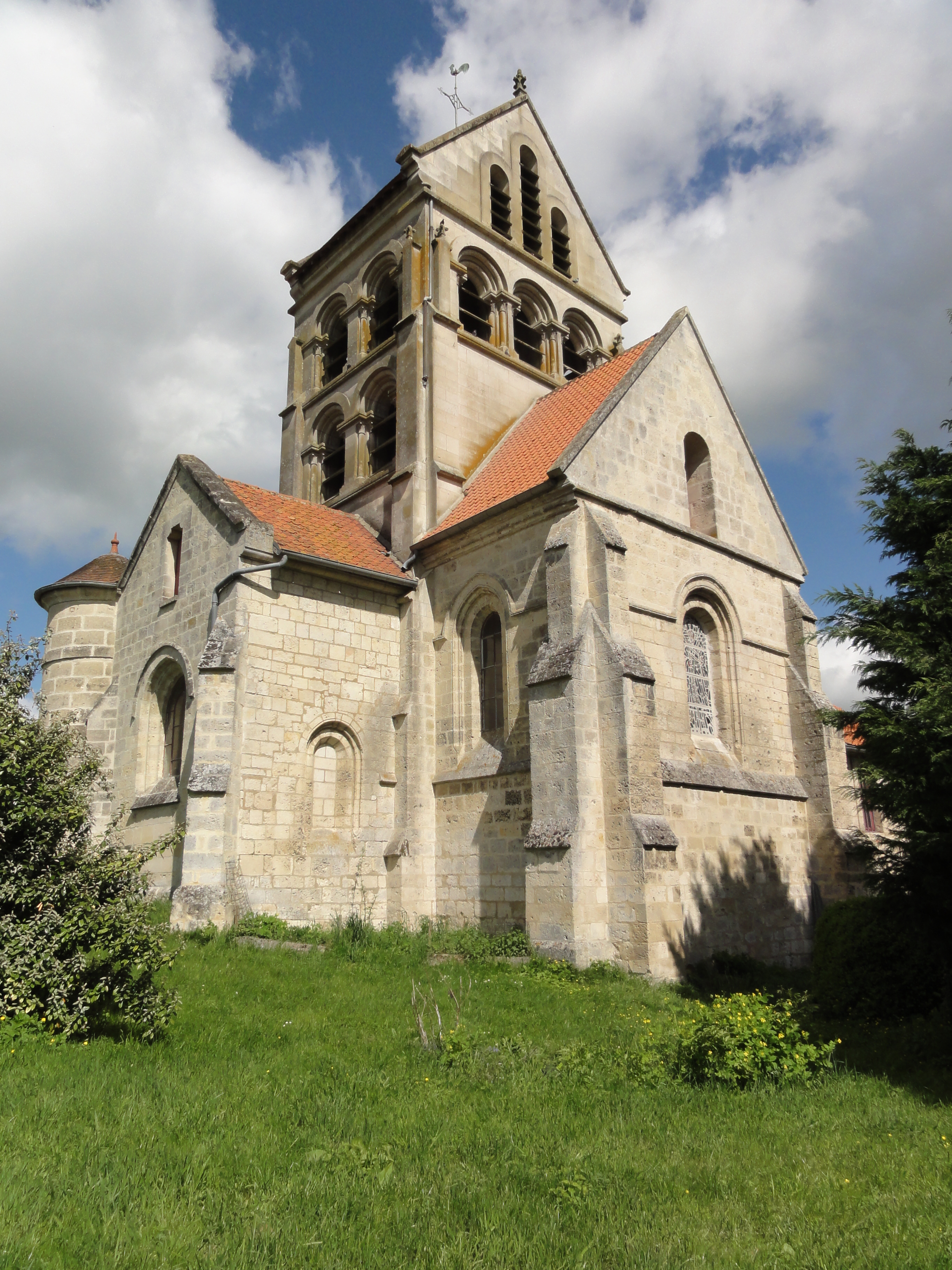
Kirche Saint-Rémi
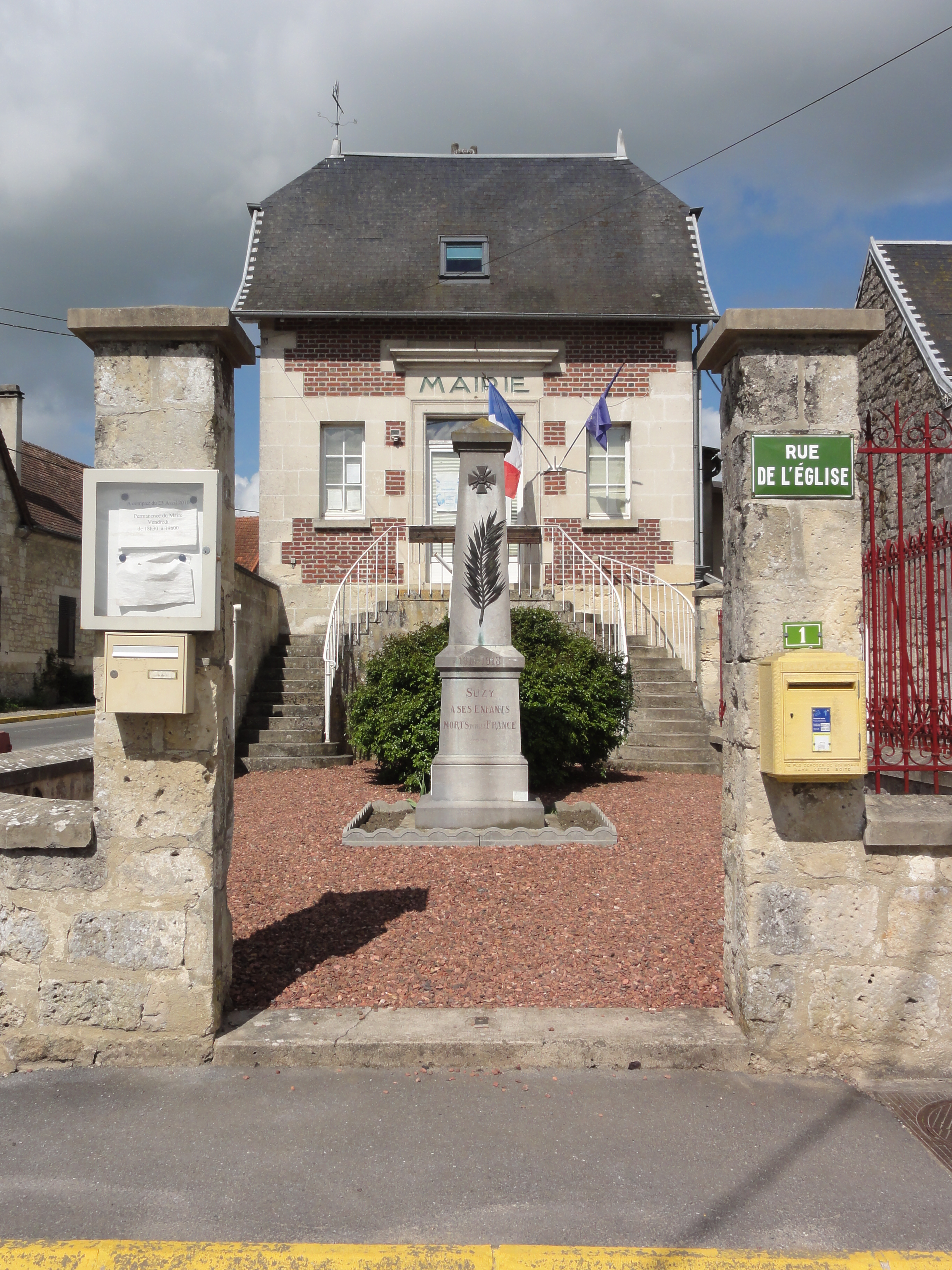
Ehemaliges Rathaus von Suzy
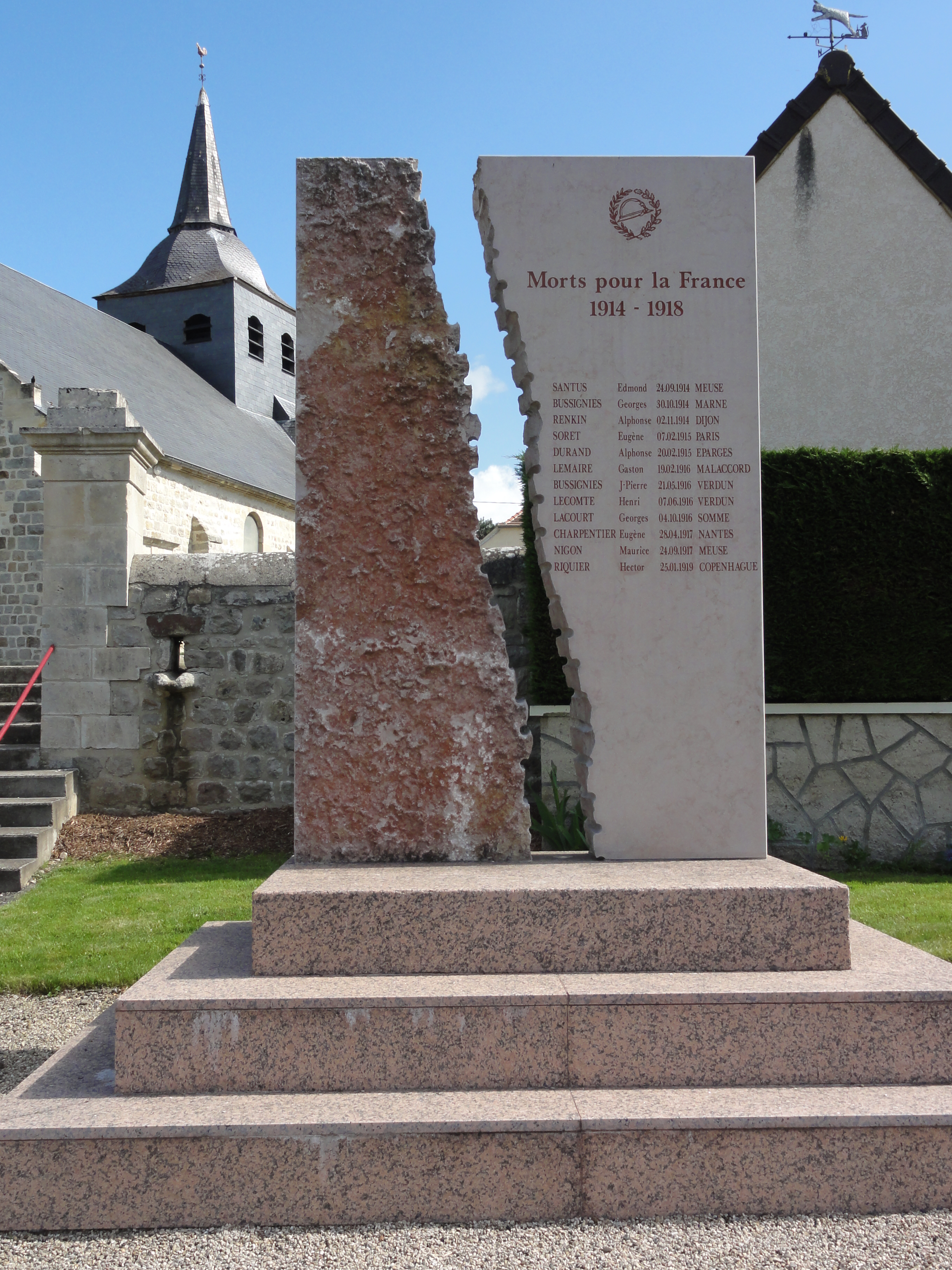
Gefallenendenkmal in Cessières